# صوفيا كينين
صوفيا كينين (بالإنجليزية: Sofia Kenin)‏ مواليد 14 نوفمبر 1998 في موسكو، هي لاعبة كرة مضرب أمريكية تلعب باليد اليمنى وتحتل حالياً المرتبة رقم. 139 (28 أغسطس 2017) في تصنيف رابطة محترفات كرة المضرب. أعلى تصنيف لها في الفردي كان المركز الـ 139 في سنة 2017.

## روابط خارجية
- صوفيا كينين على موقع رابطة محترفات التنس (الإنجليزية)
- صوفيا كينين على موقع الاتحاد الدولي لكرة المضرب (الإنجليزية)
- صوفيا كينين على موقع كأس بيلي جين كينغ (الإنجليزية)
- صوفيا كينين على موقع بطولة ويمبلدون (الإنجليزية)
- صوفيا كينين على موقع خلاصة التنس.كوم (الإنجليزية)
- صوفيا كينين على موقع إي إس بي إن.كوم (الإنجليزية)
- صوفيا كينين على موقع أوليمبيديا (الإنجليزية)